# Квин Сити (Тексас)
Квин Сити (енгл. Queen City) град је у америчкој савезној држави Тексас. По попису становништва из 2010. у њему је живело 1.476 становника.

## Демографија
Према попису становништва из 2010. у граду је живело 1.476 становника, што је 137 (8,5%) становника мање него 2000. године.
| Група             | 2000.         | 2010.         |
| Белци             | 1.313 (81,4%) | 1.152 (78,0%) |
| Афроамериканци    | 233 (14,4%)   | 269 (18,2%)   |
| Азијати           | 3 (0,2%)      | 3 (0,2%)      |
| Хиспаноамериканци | 31 (1,9%)     | 29 (2,0%)     |
| Укупно            | 1.613         | 1.476         |